# Anna Bass
Pour les articles homonymes, voir Bass.

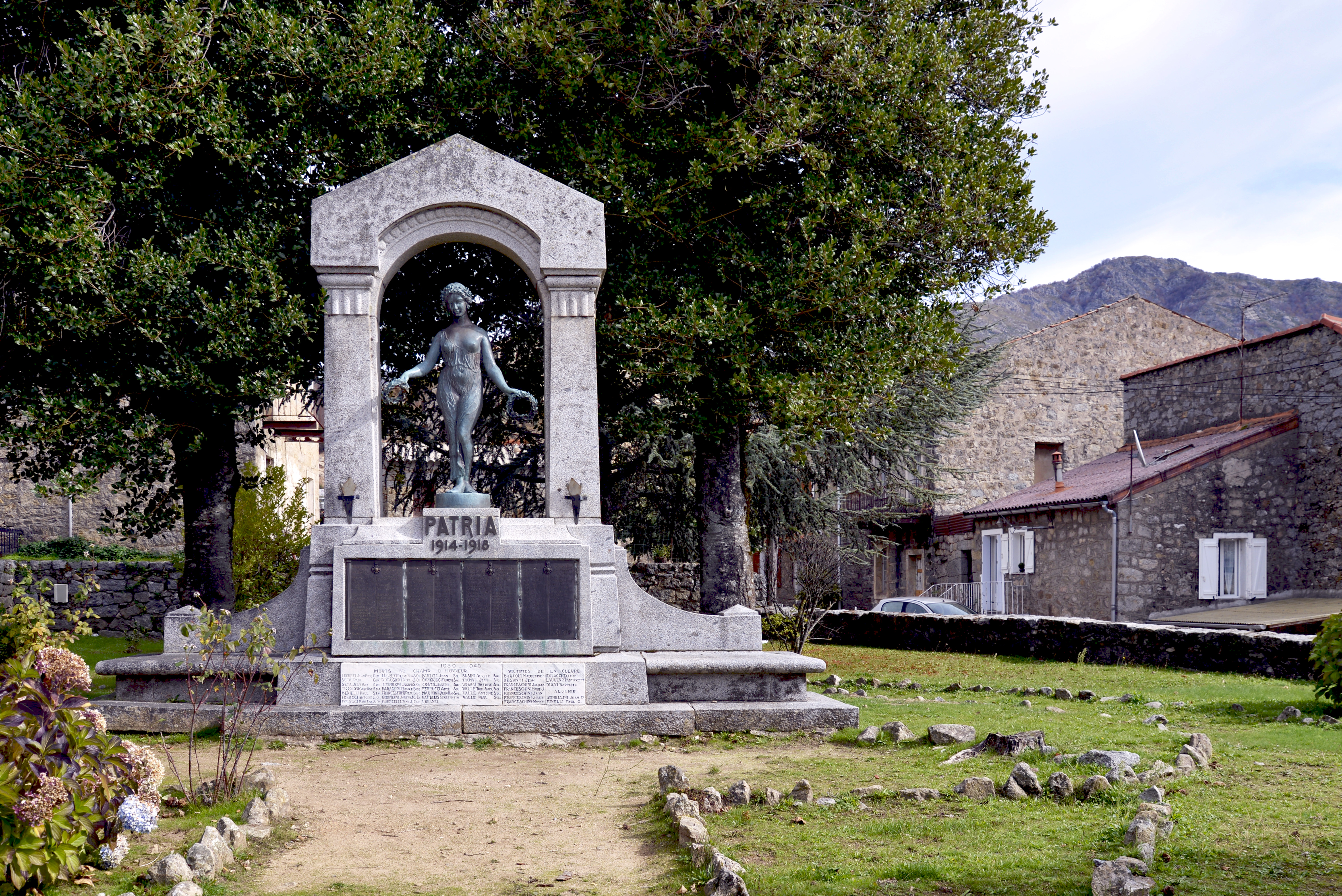
Monument aux morts de Bastelica par Anna Bass.

Anna Bass, née à Strasbourg le 24 décembre 1876 et morte à Paris le 27 août 1961, est une sculptrice et graveuse française.

## Biographie
Membre du Salon de la Société nationale des beaux-arts, du Salon des Tuileries et du Salon d'Automne, elle a participé à Grande Exposition de février 1937 Les femmes artistes d'Europe exposent au Jeu de paume. Elle a également exposé dans de nombreuses galeries parisiennes. 
Ses œuvres sont conservées, entre autres, au musée national d'art moderne Georges Pompidou, au Petit Palais. D'après le Dictionnaire biographique des artistes contemporains d'Édouard-Joseph, elles ont figuré au Musée du Luxembourg et aux musées des Beaux-Arts de Metz et de Strasbourg, ainsi qu'au British Museum à Londres.
Elle participe aux expositions de groupe organisées par la Société des Femmes Artistes Modernes (FAM), créée en 1931 par Marie-Anne Camax-Zoegger.
Anna Bass est sculptrice — son Monument aux Morts de Bastelica est son œuvre la plus réputée —, médailleuse et graveuse.